# Konin (województwo śląskie)
Konin – wieś w Polsce położona w województwie śląskim, w powiecie częstochowskim, w gminie Rędziny.
Wieś Kunin położona w końcu XVI wieku w powiecie lelowskim województwa krakowskiego była własnością klasztoru kanoników regularnych we Mstowie. W latach 1975–1998 miejscowość administracyjnie należała do województwa częstochowskiego.

## Historia
Pierwsza wzmianka o miejscowości pochodzi z 1220 roku, z dokumentu biskupa krakowskiego Iwona Odrowąża w którym miejscowość wymieniona jest w formie Kunyno.

20 lipca 2007 przez wieś przeszła trąba powietrzna niszcząc kilkadziesiąt zabudowań gospodarskich i domów.

## Zabytki
Zabytki i inne obszary chronione:
zespół parkowo-dworski Łąckich z końca XIX wieku- zachowane elementy- park i suszarnia lnu z XIX wieku, kapliczki i krzyże przydrożne z XIX i pocz. XX wieku

## Szkoły
Szkoła Podstawowa im. M. Konopnickiej

## Komunikacja

### Ważniejsze ulice
- Kielecka
- Szkolna
- Słoneczna
- Leśna

### Transport publiczny
Miejscowość jest obsługiwana przez Gminny Zakład Komunikacyjny w Rędzinach linia R.